# 日本気管食道科学会
特定非営利活動法人日本気管食道科学会（にほんきかんしょくどうかがっかい、英文名 THE JAPAN BRONCHO-ESOPHAGOLOGICAL SOCIETY）は、気管食道科学の進歩発展を図る目的で1949年に設立された学会。1950年、日本医学会への加盟が認められる。
事務局を東京都文京区後楽2-3-10白王ビル5階に置いている。

## 事業
- 学術講演会の開催等による学術研修、会誌・図書等の発行による気管食道科学の普及広報、専門医等の認定とその教育、日本国内外の関係学術諸団体との提携など[2]

## 活動
主な活動は以下のとおり。
国際・世界会議の主宰
会報の発行
- 日本気管食道科学会会報（The Journal of the Japan Broncho-esophagological Society） 年6回

認定医制度
- 1988年発足

研修会・講習会の開催
学会企画による書籍の刊行
- 小野譲著「仁医ジャクソン」1951年
- 小野譲監修「新・気管食道科診療の実際」メディカルリサーチセンター 1951年
- 日本気管食道科学会編「気管食道科診療の進歩」日本印刷 1996年
- 気管食道科学用語解説集 金原出版 日本気管食道科学会編 2003年 ISBN 978-4-307-37073-8（日本医学会の「医学用語統一作業」の一環として作成）
- 外科的気道確保マニュアル 金原出版 日本気管食道科学会編 2009年 ISBN 978-4-307-20272-5
- その他

異物防止運動
- ゴムほうずき等危険な玩具の製造販売禁止 1952年
- 鉛筆キャップの先端穴あけを製造会社に要望
- 薬剤のPTP包装の改良 1994年

映画による学術普及
- Smith Kline and French研究所作成「外部からの心臓マッサージ」
- 日本気管食道科学会編「異物事故－それは他人事ではない」 1971年
- その他